# Pseudolasius emeryi
Pseudolasius emeryi är en myrart som beskrevs av Auguste-Henri Forel 1911. Pseudolasius emeryi ingår i släktet Pseudolasius och familjen myror. Inga underarter finns listade i Catalogue of Life.